# Cork City FC
Cork City Football Club är en fotbollsklubb från Cork i Irland, grundad 1984. Klubben, även kallad The Rebel Army, spelar sina hemmamatcher på arenan Turner's Cross, som har en kapacitet på 8000 åskådare. Klubben var en av de första professionella fotbollsklubbarna på Irland. Med professionalismen tilltog utbygget av hemmastadion Turners Cross, och klubben kom att bli en av de största och mest understödda laget i landet.  

## Historia
Laget nådde sin första cupfinal 1989, men förlorade i omspelet mot Derry City. Detta gav dem dock chansen att för första gången delta i Europaspelet, där de förlorade med sammanlagt 6-0. 1991 nådde man återigen cupfinalen, och förlorade återigen med 1-0, denna gång mot Bohemian. Trots förlusten banade denna cupfinal vägen för ett av Corks mest historiska ögonblick, då man drog tyska storlaget Bayern München i Uefacupen. Man lyckades tilltvinga sig ett oavgjort resultat (1-1) hemma, men fick ge sig med 2-0 i Tyskland. Den stora hjälten när irländsk fotboll denna dag lyste upp Europa var Dave Barry. 
1993 blev ett historiskt år för Cork City. Efter en kamp mot Shelbourne och Bohemians lyckades laget vinna sin första ligatitel någonsin. I Europaspelet slog man ut walesiska Cwmbran Town (3-2 i sammanlagt resultat) och gick vidare mot turkiska Galatasaray, som dock visade sig för svåra. Man slogs ut med sammanlagt 3-1. 
Under de nästföljande tio åren höll sig Cork City kontinuerligt i toppen av ligan, där man flera gånger slutade som 2:a eller 3:a, men hade det svårare i de internationella sammanhangen där man slogs ut av till synes underlägsna motståndare från Tjeckien, Schweiz och Ukraina. 1995 kallades klubbens kreditorer in med anledning av en hotande ekonomisk kris, och laget höll på att fullständigt gå under. then enda stora titel man lyckades vinna under dessa år var FAI Cup-titeln som erövrades 1998 efter att Derek Coughlan avgjorde finalen mot Shelbourne med matchens enda mål. 
Sekelskiftet kom med nytt hopp och ljusare tider för City. Turner's Cross rustades upp och en ny manager, Pat Dolan, anlitades. Dolan lyckades ge fansen och spelarna förtroende, vilket ledde till framgångar på både nationell och internationell nivå. 2004, under Dolans andra år i klubben, gick man till kvartsfinal i Intertotocupen efter att först ha slagit ut svenska Malmö FF med totalt 3-1 och därefter NEC från Nederländerna. I kvartsfinalen fick man möta det franska laget Nantes Atlantique som dock blev för svåra, och efter en hård kamp fick Cork ge sig efter att ha förlorat med ett sammanlagt resultat av 4-1. 
Genom åren har flera stora spelare varit aktiva i Cork City-tröjan. Bland några kan nämnas Dave Barry, Declan Daly, Phil Harrington, Pat Morley och John Caulfield. Till dagens stjärnor hör George O'Callaghan och John O'Flynn.

## Placering tidigare säsonger
| Säsong | Nivå | Liga             | Placering | Referens | Kommentar                             |
| ------ | ---- | ---------------- | --------- | -------- | ------------------------------------- |
| 2003   | 1    | Premier Division | 3         | [ 1 ]    |                                       |
| 2004   | 1    | Premier Division | 2         | [ 2 ]    |                                       |
| 2005   | 1    | Premier Division | 1         | [ 3 ]    |                                       |
| 2006   | 1    | Premier Division | 4         | [ 4 ]    |                                       |
| 2007   | 1    | Premier Division | 4         | [ 5 ]    |                                       |
| 2008   | 1    | Premier Division | 5         | [ 6 ]    |                                       |
| 2009   | 1    | Premier Division | 3         | [ 7 ]    | Nedflyttad till First Division 2010   |
| 2010   | 2    | First Division   | 6         | [ 8 ]    |                                       |
| 2011   | 2    | First Division   | 1         | [ 9 ]    | Uppflyttad till Premier Division 2012 |
| 2012   | 1    | Premier Division | 6         | [ 10 ]   |                                       |
| 2013   | 1    | Premier Division | 6         | [ 11 ]   |                                       |
| 2014   | 1    | Premier Division | 2         | [ 12 ]   |                                       |
| 2015   | 1    | Premier Division | 2         | [ 13 ]   |                                       |
| 2016   | 1    | Premier Division | 2         | [ 14 ]   |                                       |
| 2017   | 1    | Premier Division | 1         | [ 15 ]   |                                       |
| 2018   | 1    | Premier Division | 2         | [ 16 ]   |                                       |
| 2019   | 1    | Premier Division | 8         | [ 17 ]   |                                       |
| 2020   | 1    | Premier Division | 10        | [ 17 ]   | Pandemin                              |
| 2021   | 2    | First Division   | 6         | [ 18 ]   |                                       |
| 2022   | 2    | First Division   | 1         | [ 19 ]   | Uppflyttad till Premier Division 2023 |
| 2023   | 1    | Premier Division | 9         | [ 20 ]   | Nedflyttad till First Division 2024   |
| 2024   | 2    | First Division   | 1         | [ 21 ]   | Uppflyttad till Premier Division 2025 |